# 呕血
呕血（hematemesis）是指患者呕吐出血液的症状，血液的来源为上消化道（即屈氏韧带以上的消化道，包括食管、胃、十二指肠或胰胆等的出血，胃空肠吻合术后的空肠出血也属于上消化道）。呕血经常和咯血（呼吸道出血）相混淆，咯血相对比较多见。

## 表现
呕血的表现可能包括（可以用于和咯血的鉴别）：
- 有过量饮酒或肝脏疾病史；
- 有任何食管胃的症状，如恶心，呕吐等；
- 呕吐物为棕色或黑色；
- 呕吐物外观像咖啡渣；
- 出现深色、柏油样大便（即黑便）。

## 病因
呕血的病因包括：
- 长期和剧烈的干呕（可以引起喉咙或食道的小血管撕裂，患者呕出血丝，又被称为Mallory - Weiss综合征）；
- 食道或胃内膜受到刺激或侵蚀（如饮酒、药物、中毒等）；
- 位于胃，十二指肠或食管的出血性溃疡；
- 吞咽口腔、鼻腔或咽喉出血后呕出；
- 胃肠道血管疾病，如胃肠道静脉曲张出血；
- 胃或食管肿瘤；
- 辐射中毒；
- 病毒性出血热；
- 肠胃炎；
- 胃炎；
- 消化性溃疡；
- 慢性病毒性肝炎；
- 肠血吸虫病（由曼氏血吸虫引起）；
- 吸烟。

## 处理
呕血患者应该被视为急诊病人，对生命威胁的最主要区别在于是否有足够的失血引起休克。

### 少量失血
如果是这种情况，患者一般予以以下处理：使用质子泵抑制剂（如奥美拉唑）、输血（如果血红蛋白水平极低，即小于8.0g/dL 或4.5-5.0mmol/L），在可以安排内镜检查前禁食（临床称为NPO，由禁食的拉丁语nil per os缩写而成）。如果患者进一步呕血、生命体征不稳定，可以使用大口径套管或中心静脉导管开放适当的静脉通道。

### 大量失血
大量的失血会导致低血容量性休克，以防止心脏骤停采取复苏术是治疗当务之急。同时对患者体内液体和/或血液密切监护，最好使用中央静脉导管。患者紧急进行内镜检查，通常是在手术室里完成。在内镜不能确定出血源的情况下，开腹探查是必须的。呕血病人保证其气道安全是首要任务，尤其是那些意识模糊的病人（如食管静脉曲张破裂的肝性脑病患者），采用气管插管的方式可能是拯救生命的一个选择。